# Paispamba
Paispamba är en ort i Colombia.   Den ligger i departementet Cauca, i den sydvästra delen av landet, 400 km sydväst om huvudstaden Bogotá. Paispamba ligger 2 531 meter över havet och antalet invånare är 1 390.
Terrängen runt Paispamba är huvudsakligen kuperad, men söderut är den bergig. Runt Paispamba är det ganska glesbefolkat, med 28 invånare per kvadratkilometer. Närmaste större samhälle är La Sierra, 18,8 km sydväst om Paispamba. I omgivningarna runt Paispamba växer i huvudsak städsegrön lövskog.